# Han (staat)
Han of eigenlijk Hán (韓) was een van de Strijdende Staten in China. Het lag aan de Gele Rivier in het midden van het rijk. De Hán-staat moet niet verward worden met de latere Hàn-dynastie.
De Hán-staat werd in 403 v.Chr. opgericht na de driedeling van Jin. In 323 v.Chr. verklaarde de prins van Hán zichzelf koning.
Hán was geen partij voor het sterk opkomende Qin, en besloot zich in 230 v.Chr. zonder strijd over te geven, om zo een bloedige oorlog te vermijden.
Na de val van de Qin-dynastie in 206 v.Chr., ontstond de oude Strijdende Staten opnieuw, waaronder Hán onder koning Han Cheng. Deze steunde prins Liu Bang van Hàn in zijn strijd tegen Xiang Yu van Chu (Chu-Hàn-oorlog 206–202 v.Chr.). Liu Bang won en stichtte de Westelijke Hàn-dynastie, waarbinnen Hán een ondergeschikt vorstendom bleef.